# Włodzimierz Lorenc

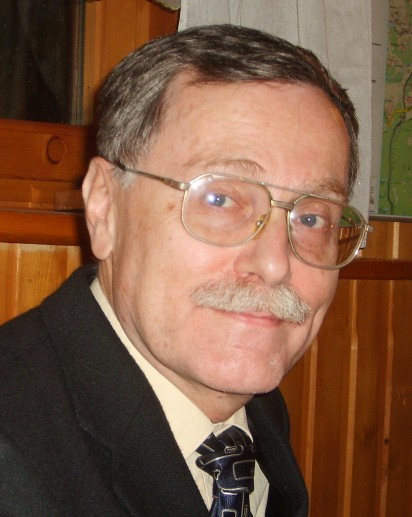
Włodzimierz Lorenc

Włodzimierz Janusz Lorenc (ur. 27 stycznia 1951 w Sosnowcu) – polski filozof,  profesor doktor habilitowany nauk filozoficznych, profesor Uniwersytetu Warszawskiego, pracownik Instytutu Filozofii w Zakładzie Historii Filozofii Współczesnej na Wydziale Filozofii i Socjologii UW.

## Krótka biografia
Syn pułkownika Wojska Polskiego Tadeusza Lorenca. Skończył studia na Politechnice Warszawskiej, na Wydziale Inżynierii Budowlanej. Po studiach uczestniczył w projektowaniu "szosy lubelskiej" DK17. Następnie odbył 5-letnie studia doktoranckie na Wydziale Filozofii na Uniwersytecie Warszawskim. W drugiej połowie lat 80. XX wieku jeden z głównych uczestników (obok Marka J. Siemka) głośnej dyskusji filozoficznej na temat dziedzictwa filozoficznego Györgya Lukácsa, (w której bronił Lukácsowskiego stanowiska wyrażonego we Wprowadzeniu do ontologii bytu społecznego, w przeciwieństwie do Historii i świadomości klasowej).
Na tymże wydziale po dwuletnim przewodzie obronił 28 października 1996 roku rozprawę habilitacyjną pt. Hegel i Derrida. Filozofia w wersji radykalnej. W 2003 roku otrzymał tytuł profesora nadzwyczajnego. W grudniu 2011 Prezydent RP nadał mu tytuł naukowy profesora nauk humanistycznych.
Od 1975 roku jest żonaty, żona Iwona Lorenc także jest profesorem na Wydziale Filozofii UW. 
W czasie wolnym jest miłośnikiem długich wypraw wysokogórskich, jeździ na nartach, na rowerze. Interesuje się malarstwem i historią sztuki i ceramiką dawną. 

## Zakres kompetencji
Zajmuje się następującymi tematami:
- fenomenologia,
- hermeneutyka,
- klasyczna filozofia niemiecka,
- postmodernizm,
- problematyka humanizmu.

## Książki z dorobku naukowego
- Spór o naturę filozofii a uniwersalizm. Od Kanta do Marksa - Warszawa 1991
- Hegel i Derrida. Dwie koncepcje filozofii radykalnej - Warszawa 1994
- W poszukiwaniu filozofii humanistycznej. Heidegger, Levinas, Foucault, Rorty, Gadamer - Warszawa 1998
- Hermeneutyczne koncepcje człowieka. W kręgu inspiracji heideggerowskich - Warszawa 2003, ISBN 83-7383-013-8
- Hermeneutyczne koncepcje człowieka. Dilthey, Misch, Bollnow - Warszawa 2008, ISBN 978-83-7383-275-6
- Filozofie skończoności - Warszawa 2016, ISBN 978-83-235-2062-7
- Filozofia hermeneutyczna Inspiracje, klasycy, radykalizacje - Warszawa 2020, ISBN 978-83-235-3879-0
- W miejsce religii. Ku filozofii nadziei radykalnej - Warszawa 2021, ISBN 978-83-235-5053-2